# Tetrapterys seemannii
Tetrapterys seemannii là một loài thực vật có hoa trong họ Malpighiaceae. Loài này được Triana & Planch. miêu tả khoa học đầu tiên năm 1862.